# 英曼冰原島峰
74°49′S 98°54′W / 74.817°S 98.900°W
英曼冰原島峰（英語：Inman Nunatak），是南極洲的冰原島峰，位於埃爾斯沃思地，處於曼特山以東10公里，屬於哈德森山脈的一部分，美國地質調查局根據測量和該國海軍的空中照片繪入地圖，現時由南極條約體系管理。